# Абеи дьо Сен Мартен (бира)
„Абеи́ дьо Сен Мартен“ (на френски: Abbaye de Saint Martin, „Абатство Сен Мартен“) е марка белгийска абатска бира, произведена и бутилирана в пивоварната „Brasserie de Brunehaut“ в Брюно (Brunehaut), окръг Турне, провинция Ено, Югозападна Белгия. „Абеи дьо Сен Мартен“ e една от белгийските марки бира, които имат правото да носят логото „Призната белгийска абатска бира“ (Erkend Belgisch Abdijbier), обозначаващо спазването на стандартите на „Съюза на белгийските пивовари“ (Unie van de Belgische Brouwers).

## История
Историята на бирата е свързана с историята на историческото бенедиктинското абатство Сен Мартен в гр.Турне, провинция Ено, Югозападна Белгия, в близост до границата с Франция. Абатството е основано от бенедиктинския монах Одон от Турне през 1092 г. През Средновековието абатството е важен духовен и културен център с процъфтяващо стопанство, плодородни земи, гори, мелници и собствена пивоварна. По време на Френската революция, през 1797 г., абатството е разрушено, и монасите са прогонени. Повечето от манастирските сгради са разграбени и унищожени. До наши дни е запазен абатския дворец, в който от 1830 г. се помещава общинската администрация на гр. Турне.
На 26 февруари 2001 г. пивоварната „Brasserie de Brunehaut“ в Брюно получава разрешение да използва името на Абатство „Сен Мартен“ в Турне за наименование на абатската си бира. Жан Дюмулен, архивист и куратор на катедралата в Турне, разрешава възпроизвеждане на стъклописи от катедралата върху етикетите на бирата, а на 25 март 2002 г. Кристиан Маси, кмет на Турне, дава разрешение за поставянето върху бирените етикетите и на изображение на градския герб. На 6 юни 2002 г. на пазара е пусната първата бира „Abbaye de Saint Martin“; върху етикета ѝ са изобразени гербът на Турне, стъклопис от катедралата в Турне и логото „Призната абатска бира“ (Erkend Belgisch Abdijbier).

## Марки бира
Търговският асортимент на пивоварната, включва четири бири с марката „Abbaye de Saint Martin“:
- Abbaye de Saint Martin Blonde – силна светла бира със светложълт цвят и с алкохолно съдържание 7 %. Награди: сребърен медал на World Beer Championship 2007; ITQI – Superior Taste Award 2007, и бронзов медал на Australian International Beer Awards 2008;
- Abbaye de Saint Martin Brune – силна тъмна бира с кехлибарено-кафяв цвят и с алкохолно съдържание 8 %. Сребърен медал на World Beer Championship 2007.
- Abbaye de Saint Martin Tripel – силна светла бира с тъмнозлатист цвят и с алкохолно съдържание 9 %. Бронзов медал на Australian International Beer Awards 2009.
- Abbaye de Saint Martin Cuvée de Noël – силна коледна бира с червено-кафяв цвят и с алкохолно съдържание 8,5 %. Тя е сезонна бира и се вари само по време на Коледа.